# ویکی‌پدیای سوربی علیا
ویکی‌پدیای سوربی علیا نسخه زبان سوربی علیا وب‌گاه ویکی‌پدیا است.
زبان سوربی علیا تا ۱۹ مه ۲۰۱۲ با بیش از ۷٬۳۴۰ مقاله در رده صدوبیست وشش ویکی‌پدیاها قرار گرفته‌است.